# Nível de linha
Nível de linha, ou line level (em Inglês), é a especificação da potência de um sinal de áudio usado para transmitir som analógico entre componentes de áudio como reprodutores de CD e DVD, televisores, amplificadores e mesas de áudio.
Nível de linha se situa entre outros níveis de sinais de áudio. Há sinais mais fracos como aqueles de microfones (Mic Level) e captadores de instrumentos de corda (Instrument Level), e sinais mais fortes, como aqueles usados para fones de ouvido e alto-falantes (Speaker Level). A "potência" ou o quão "forte" esses sinais são, não necessariamente refere-se à voltagem de saída do dispositivo, isso também depende da impedância de saída e capacidade da potência de saída.
Aparelhos eletrônicos de consumidores equipados com áudio (por exemplo, placa de som) frequentemente têm uma conexão chamada line in e/ou line out. Line out fornece uma saída de sinal de áudio e line in fornece uma entrada. As conexões line in e line out em aparelhos de áudio para consumidores são normalmente desbalanceadas, com uma conexão de 3,5 mm TRS de três condutores (comumente chamado de plugue P2), fornecendo terra, canal esquerdo, e canal direito, ou conectores RCA estéreo. Equipamentos profissionais normalmente usam conexões balanceadas de  jacks TRS de 6,35 mm ({\displaystyle \scriptstyle {\frac {1}{4}}} de polegada) ou conectores XLR. Equipamentos profissionais também podem usar conexões desbalanceadas com jacks TS de {\displaystyle \scriptstyle {\frac {1}{4}}} de polegada (comumente chamado de plugue P10).

## Níveis nominais

Voltagem vs. tempo de uma onda senoidal de referência e níveis de linha, com V_{RMS}, V_{PK}, e V_{PP} destacados para a referência de +4dBu de nível de linha.

Nível de sinal de linha descreve um nível de sinal nominal de linha como uma proporção, expresso em decibéis, em um padrão de referência de voltagem. O nível nominal e a referência de voltagem com a qual foi expressa depende do nível de linha sendo usado. Enquanto os níveis nominais variam entre si, somente duas voltagens de referência são comuns: decibéis volts (dBV) para aplicações de consumidores, e decibéis unloaded (sem carga)(dBu) para aplicações profissionais.
A unidade de referência de decibel volts é 1 VRMS = 0 dBV. E em decibel unloaded, 0 dBu é a voltagem alternada necessária para produzir 1 mW de potência através de 600Ω de impedância (aproximadamente 0,7746 VRMS). Esta unidade estranha vem dos padrões antigos de telefonia, a qual usavam fontes e cargas de 600 Ω, e a potência dissipada medida em decibel-miliwatts (dBm). Equipamentos modernos de áudio não utilizam cargas correspondidas de 600 Ω, a partir daí, dBm unloaded (dBu) (dBm sem carga).
O nível nominal mais comum para equipamentos profissionais é +4 dBu (por convenção, valores de decibel são escritos com um sinal explícito). Para equipamentos de consumidores é -10 dBV, a qual é usado para reduzir custos de fabricação.
Expressado em termos absolutos, um sinal a -10 dBV é equivalente a um sinal de onda senoidal com um pico de onda (amplitude máxima VPK) de aproximadamente 0,447 volts, ou qualquer sinal genérico a 0,316 volts RMS (VRMS). Um sinal a +4 dBu é equivalente a um sinal de onda senoidal com um pico de aproximadamente 1,736 volts, ou qualquer sinal genérico a aproximadamente 1,228 VRMS.
Amplitude de pico-a-pico (algumas vezes abreviado como "pp" - VPP) refere-se à voltagem total oscilada de um sinal, que é o dobro do pico da amplitude do sinal. Por exemplo, um sinal com um pico de amplitude de ±0,5 V tem uma amplitude p-p de 1,0 V.
| Uso                | Nível nominal | Nível nominal, VRMS | Pico de amplitude, VPK | Amplitude de pico-a-pico, VPP |
| ------------------ | ------------- | ------------------- | ---------------------- | ----------------------------- |
| Áudio profissional | +4 dBu        | 1,228               | 1,736                  | 3,472                         |
| Áudio consumidores | -10 dBV       | 0,316               | 0,447                  | 0,894                         |

O sinal de nível de linha é um sinal de corrente alternada sem um deslocamento DC, que sua voltagem varia de acordo com o terra do sinal, indo do pico da amplitude (por exemplo +1,5 V) até a voltagem negativa equivalente (-1,5 V).

## Line out
Simbologia saída de linha. Guia de cores de PC      verde limão.
Saída de linha normalmente apresenta uma impedância de 100 a 600 ohms. A voltagem pode atingir 2 volts de tensão pico a pico com níveis referenciados de -10 dBV (300mV) a 10 kΩ. A resposta em frequência dos equipamentos mais modernos é divulgada como pelo menos 20 Hz a 20k kHz, que corresponde ao alcance da audição humana. Saídas de linha são planejadas para se conectar a uma carga resistiva de 10.000 ohms; com somente alguns volts, isso requer apenas uma corrente mínima.

### Conectando outros dispositivos
Conectando uma carga de baixa impedância como um alto-falante (normalmente 4 a 8 Ω) a uma saída de linha irá curto-circuitar a saída do circuito. Estas cargas são de cerca de 1/1000 da impedância que uma saída de linha é designada para se conectar, então a saída de linha não é desenvolvida para fornecer a corrente que deveria ser consumida por uma carga de 4 a 8 ohms a voltagens que uma saída desta fornece normalmente. O resultado irá ser um som muito baixo vindo do alto-falante e possivelmente o circuito da saída danificado.
Saída de fone de ouvido e de linha são muitas vezes confundidas. Modelos de fones têm variações de impedâncias, desde pequena como 20 Ω a algumas centenas de ohms; os com as menores irão ter resultados similares que um falante, enquanto os com as maiores podem funcionar aceitavelmente se a impedância de saída de linha é baixa o suficiente e os fones forem sensíveis o suficiente.
Vice-e-versa, uma saída de fone geralmente tem uma impedância de saída de apenas alguns ohms (para fornecer uma conexão com fones de 32 ohms) e facilmente pode ser conectada a uma entrada de linha.
Por razões similares, cabos em y não deveriam ser usados para combinar dois sinais de saída de linha em uma única entrada de linha. Cada saída de linha deve ser conectada a outra saída de linha assim como a entrada pretendida. novamente resultando em uma carga muito mais pesada do que a desenvolvida para ela. Isto irá resultar em perda de sinal e possivelmente danos. Um mixer ativo, usando por exemplo op-amps, deveria ser usado no lugar. 
Um resistor de alta impedância em série com cada saída pode ser usado para mixá-las com segurança, mas deve ser calculado devidamente para a impedância da carga e tamanho do cabo.

## Line in
Simbologia entrada de linha. Guia de cores de PC      azul claro.
É pensado pelos projetistas que a saída de linha de um dispositivo seja conectado à entrada de linha de outro. Entradas de linha são desenvolvidas para aceitar níveis de voltagem proporcionados
Impedâncias, por outro lado, não se casam de saída para entrada.
A impedância de uma entrada de linha é normalmente de cerca 10 kΩ. Quando conectada em uma saída de linha com impedância usual de 100 a 600 ohms, forma uma conexão na qual a maior parte da voltagem gerada pela saída é perdida através da entrada, e uma corrente mínima flui devido à impedância relativamente alta da entrada.
Embora entradas de linha têm uma alta impedância comparada às saídas de linha, elas não deveriam ser confundidas com as entradas chamadas "Hi-Z" (sendo Z o símbolo para impedância) que  têm uma impedância de 47 kΩ até mais de 1 MΩ. Estas entradas "Hi-Z" ou "instrument" geralmente têm ganhos mais altos que uma entrada de linha. Elas são desenvolvidas para serem usadas com, por exemplo, pickups de guitarra elétrica e unidades DI box. Muitas destas fontes podem fornecer apenas uma voltagem e corrente mínima e a entrada de alta impedância é desenvolvida para não se sobrecarregar excessivamente.

## Nível de linha em trajetos comuns de sinais
Sons acústicos (como vozes ou instrumentos musicais) são gravados normalmente com transdutores (microfones e captadores) que produzem sinais elétricos fracos. Estes sinais devem ser amplificados a nível de linha, que eles serão mais facilmente manipulados por outros dispositivos como as mesas de som e gravadores. Tal amplificação é feita por um dispositivo conhecido como pré-amplificador ou "pré-amp", que amplifica o sinal a nível de linha.
Depois de manipulado a nível de linha, os sinais são normalmente enviados para um amplificador, onde eles são amplificados a níveis que podem tocar fones de ouvido e alto-falantes. Estes convertem o sinal de volta em sons que podem ser ouvidos através do ar.
Muitos fonógrafos também têm um nível de saída baixo e requerem um pré-amplificador; normalmente, um aparelho de som doméstico ou receiver com amplificador irá ter uma entrada especial chamada phono input. Esta entrada passa o sinal através de um pré-amplificador especial, que aplica a equalização RIAA no sinal assim como o amplifica para o nível de linha.